# BKK Hochrhein-Wiesental
Die BKK Hochrhein-Wiesental war eine deutsche Betriebskrankenkasse. 

## Struktur
Die Kasse hatte etwa 120.000 Mitglieder. Ihren Hauptsitz hatte sie in Rheinfelden (Baden) und eine weitere Geschäftsstelle in Albbruck.

## Geschichte
Die BKK Hochrhein-Wiesental ist entstanden zum 1. Januar 1996 als Zusammenschluss der Betriebskrankenkassen der traditionsreichen Industrieunternehmen „Aluminium Rheinfelden“ (Fabrik für Alu-Legierungen), „Zell-Schönau AG“ aus Zell im Wiesental (Spinnerei und Weberei; insolvent), „Brennet AG“ (Textilfabrik aus Wehr (Baden)) und „Papierfabrik Albbruck“ (Myllykoski Corporation). 
Im Januar 2007 geriet die Kasse in die Schlagzeilen, als bekannt wurde, dass es einem ehemaligen Teamleiter der Finanzbuchhaltung der BKK Hochrhein-Wiesental gelungen war, fünf Jahre lang bis zum Sommer 2006 über 1 Million Euro von Konten der BKK auf sein Privatkonto abzuzweigen, ohne dass dies den internen Kontrollinstanzen aufgefallen war. Erst durch einen Hinweis der Hausbank der BKK auf hohe Geldbuchungen vom BKK-Konto auf das Konto des Mitarbeiters wurde die BKK aufmerksam. Der Vorstand der BKK erklärte dazu, man habe sehr viel Vertrauen in die Mitarbeiter gesetzt, da nur so das schnelle Wachstum der Kasse in den letzten Jahren möglich gewesen sei. Der geständige Mitarbeiter wurde im Januar 2007 zu drei Jahren und drei Monaten Haft verurteilt, das Urteil ist rechtskräftig. Das Gericht betonte in der Urteilsbegründung, die fehlende Kontrolle seitens der BKK habe es dem Mitarbeiter sehr leicht gemacht.
Aufgrund dieses Vorganges veranlasste das baden-württembergische Arbeits- und Sozialministerium eine Finanzprüfung durch das Prüfungsamt für die Sozialversicherung bei der BKK. Wie im Juni 2007 bekannt wurde, ergab sich daraus, dass die Krankenkasse in den Jahren 2000 bis 2006 offenbar Fehlbuchungen zu ihren Gunsten und zu Lasten des Risikostrukturausgleichs sowie der Pflegeversicherung in Höhe von – nach derzeitigem Ermittlungsstand – insgesamt etwa 60 Millionen Euro vorgenommen haben soll. Durch den sich daraus nun in Wahrheit ergebenden Fehlbetrag sei der Fortbestand der BKK Hochrhein-Wiesental massiv gefährdet. Der Vorstand und stellvertretende Vorstand der BKK wurden mit sofortiger Wirkung beurlaubt, es wird nun vom BKK Landesverband ein Sanierungsvorstand eingesetzt und die „Unplausibilitäten in der Finanzbuchhaltung“ durch einen externen Wirtschaftsprüfer untersucht werden. Das Ministerium hat inzwischen gegen die BKK Strafanzeige erstattet.
Resultierend aus diesen Ereignissen fusionierte die BKK Hochrhein-Wiesental zum 1. Oktober 2007 mit der Ludwigsburger MHplus Betriebskrankenkasse. Die 120 Beschäftigten der BKK Hochrhein-Wiesental wurden alle übernommen.